# Jorge Millas
Jorge Millas Jiménez (Santiago, Región Metropolitana de Santiago, 17 de enero de 1917-ibídem, 8 de noviembre de 1982) fue un escritor, poeta y filósofo chileno. Tuvo gran participación en la Universidad de Chile, en la que estuvo desde 1952 hasta 1967 como profesor y director del Departamento Central de Filosofía y Letras de la Facultad de Filosofía y Educación, y desde entonces hasta 1975 como docente en Filosofía del Derecho de la Facultad de Ciencias Jurídicas, cuando ocurre su renuncia, así como en la Universidad Austral de Chile, donde se desempeñó como Decano de la Facultad de Filosofía.
También ha sido galardonado con el premio Atenea y el premio Ricardo Latcham.

## Biografía

### Infancia y educación
Nacido el 17 de enero de 1917; fue hijo de Emiliano Millas Recabarren y María Luisa Jiménez Alvarado. Su madre falleció en 1922, cuando él tenía la edad de cinco años. Posteriormente, lo afectó la pérdida de su hermano menor Fernando (n.1919), al fallecer de meningitis en 1937.
Jorge Millas realizó sus primeros estudios en el Liceo de Hombres de San Bernardo, en ese entonces un pequeño pueblo al sur de la ciudad de Santiago, en el cual su padre, de profesión comerciante y vuelto a casar en 1926 con doña Rebeca Espinoza del Campo, había adquirido una farmacia en la calle Covadonga. Según propia confesión es en esta época cuando comienza a perfilarse su personalidad tímida y retraída, siendo un niño querido por su cortesía y capacidad intelectual, que le permite destacarse habitualmente como el primero de su curso. Hijo de un padre severo, corpulento y calvo, fue educado en la austeridad.
A los doce años, ingresó al Internado Nacional Barros Arana, un espacio educativo que favorecía el estudio, la investigación, la lectura asidua, el diálogo con los profesores y las inquietudes intelectuales de los alumnos, y cuya estructura curricular contemplaba entonces un régimen de tutorías entre los alumnos con el objeto de fortalecer su formación.[cita requerida] En ese lugar sus compañeros de estudio serán el futuro científico Hermann Niemeyer,[cita requerida] el futuro escritor Luis Oyarzún y el futuro pintor Carlos Pedraza. En 1932 se les uniría Nicanor Parra. Millas, Oyarzún, Pedraza y Parra entablarían una gran afinidad artística.
En este período Jorge Millas se mostró como ávido lector de José Ortega y Gasset, Sigmund Freud, Oswald Spengler, Henri Bergson, Georg Simmel, Nicolai Hartmann y Friedrich Nietzsche, dictando conferencias sobre ellos a alumnos y profesores. 

Este patio viejo y manso

como buey dormido

se está resbalando de espuma de luna

y de blanco silencio de estrellas

### Carrera

#### Comienzos
En 1935 Millas continuó vinculado a su antiguo internado, trabajando junto a Parra y Pedraza como inspector. Ese año los tres amigos fundaron la Revista Nueva, distribuida entre los inspectores, profesores y alumnos del Internado. La revista solo contaría de dos números, hasta el año siguiente, pero resultaría significativa por sus publicaciones incluidas en ella.
Durante esta época, Millas se reconocía a sí mismo más como poeta que como filósofo, admirando sin reservas a Pablo de Rokha y evidenciando en sus versos su influencia. Esta disposición lo llevó a publicar en su juventud dos libros de poemas con el título de Homenaje poético a España (1937) y El Trabajo y los Días (1939), lo cual no fue obstáculo para que, durante sus ratos libres, dirigiera en el Internado –donde ya era inspector ayudante- una Escuela de Auxiliares, realizando él y sus amigos, clases vespertinas para los auxiliares del plantel. Millas mostró, desde su adolescencia, extraordinarias y reconocidas cualidades de orador estando, en el aspecto político, vinculado durante un tiempo al Partido Socialista, con cuyo apoyo fue elegido, en 1938-1939, presidente de la Federación de Estudiantes de la Universidad de Chile. Como delegado de la Juventud Socialista viaja a Nueva York entre el 16 y 24 de agosto de 1938, donde participa en el II Congreso Mundial de Juventudes y expone una ponencia titulada Teoría del Pacifismo.

#### Especialización
Inicialmente, Millas cursó Leyes en la Escuela de Derecho de la Universidad de Chile e Historia en el Instituto Pedagógico. Posteriormente estudió, en 1938, Filosofía en la Universidad de Chile, en un programa de Licenciatura creado para los alumnos de los últimos años, graduándose el año 1943.
Millas en esta época obtiene una beca al Instituto Internacional de Educación en los Estados Unidos, donde viaja con su esposa Manén, Silvia Germana Aburto A. “En Estados Unidos, pude prolongar el programa inicial que llevaba porque obtuve una beca Guggenheim que me permitió tener un máster en Sociología y alcanzar a iniciar los primeros pasos del Doctorado en Filosofía. No llegué a terminar sin embargo este último programa, porque se me extinguió la beca y tuve que regresar a Chile”.[cita requerida]
Desde los Estados Unidos regresaría solo por unos meses al internado Nacional, pues recibe una invitación de la Universidad de Puerto Rico.
En 1943 publica Idea de la Individualidad una obra con la cual obtiene el Primer Lugar en el Concurso Cuarto Centenario de la ciudad de Santiago. En 1945 obtiene el Master of Arts en Psicología, de la State University of Iowa y, en 1946, es contratado por cinco años en la Universidad de San Juan de Puerto Rico como profesor visitante, desarrollando una labor de docente y participando en la reestructuración académica y administrativa de la Universidad, organizando la Facultad de Estudios Generales.
En 1947 es contratado como profesor visitante por la Universidad de Columbia en New York y publica en Puerto Rico en 1948, Goethe y el espíritu del Fausto.

### Regreso a Chile
Regresa a Chile, en forma definitiva, en 1951, habiéndose separado de su esposa quien decide permanecer en los Estados Unidos. Jorge Millas no tuvo hijos, aunque posteriormente adoptaría uno.

#### Actividades
Durante las siguientes tres décadas, Millas obtuvo importantes cargos, galardones y publicaciones. A continuación son enlistadas:

##### Años 1950: Ingreso en laUCH
- Entre 1952 y 1955 ejerce la docencia en la Universidad de Chile, en la cátedra de Teoría del Conocimiento en el Departamento de Filosofía. En esta época se le nombra Director del Departamento de Filosofía y Letras de la Facultad de Educación.
- En 1953 hace clases en la Universidad Austral, siendo también profesor del Instituto Pedagógico e impartiendo Filosofía del Derecho en la Universidad de Chile.
- En 1956 preside el Cuarto Congreso de la Sociedad Interamericana de Filosofía que se realiza en Santiago, es presidente de la Sociedad Chilena de Filosofía (1958-1966) y publica Ortega y la responsabilidad de la inteligencia.

##### Años 1960: Dos honores y tres libros
- En la década de 1960 participó en la Reforma de la Universidad de Chile, y publicó Ensayo sobre la Historia Espiritual de Occidente, en la Editorial Universitaria.
- En 1960 obtuvo el Premio Atenea.
- En noviembre de 1962 se incorporó a la Academia Chilena de la Lengua, pronunciando el discurso Platón: la misión política del intelecto.
- En 1964 publicó El Desafío Espiritual de la Sociedad de Masas.
- En 1965 publicó Discusión sobre la Facultad de Filosofía y Educación y Derecho y Sociedad de Masas.
- Alrededor de 1965 1966 su amigo el presidente Eduardo Frei Montalva lo nombró presidente de la Comisión Nacional de Cultura.

##### Años 1970: Tres publicaciones y una renuncia
- En 1970, siendo profesor de Filosofía del Derecho en la Universidad de Chile en Santiago y decano de la Facultad de Filosofía y Ciencias Sociales de la Universidad Austral de Chile y director de la Oficina de Planificación, publica Idea de la Filosofía.
- En 1973 el PEN Club le otorga el premio Ricardo Latcham; en esta época es nombrado miembro honorario de Sociedades Filosóficas de América y es delegado de Chile ante la UNESCO.
- En 1974 publica De la Tarea Intelectual que recoge, entre otros, el discurso pronunciado con ocasión de su ingreso a la Academia de la Lengua.
- En 1975 publica en el periódico El Mercurio de Santiago La Universidad Vigilada, renunciando después públicamente a sus clases de Filosofía del Derecho en la Universidad de Chile, por esos años intervenida y vigilada, para dedicarse de lleno al trabajo académico en la Universidad Austral de Chile, donde ejerce como decano de la Facultad de Filosofía y Letras hasta 1981, año en el cual renuncia por motivos políticos y pasa a fundar, junto a destacadas figuras políticas y académicas, la Asociación Andrés Bello que preside.

El mismo filósofo reconoce como inspiradores y maestros formadores de su pensamiento a don Pedro León Loyola -otra notable figura de la filosofía chilena-, así como a José Ortega y Gasset, al francés Henri Bergson y el pensador alemán Edmund Husserl.

### Últimos años
En sus últimos años sus denuncias sobre el deterioro de la realidad universitaria fueron frecuentes y públicas, desembocando en una ominosa exoneración de la Universidad Austral en abril de 1980, medida que generó un repudio unánime y protestas que traspasaron los límites del campus valdiviano, trascendiendo al país entero, que apreciaba el valor intelectual de Millas. Ante ello recuperó por un tiempo su cátedra de filosofía, perdiendo, sin embargo, el decanato de la Facultad de Filosofía y la dirección de Estudios y Planificación. Un año más tarde, Millas abandonó las aulas universitarias en forma definitiva, pues consideró que su permanencia en la misma, en cierto modo, legitimaba tal decadencia. Se dedicó entonces a la docencia privada en su domicilio, donde contó con un selecto grupo de alumnos que escucharon las últimas lecciones del maestro, así como a realizar algunas clases en la Academia de Humanismo Cristiano.

#### Fallecimiento
Falleció en Santiago el 8 de noviembre de 1982, ante la conmoción del mundo universitario e intelectual chileno, que veía en él un adalid del espíritu de las Universidades Chilenas y una voz valiente que se oponía abiertamente a los atropellos de la dictadura militar en su intervención de las universidades, a su nefasta política de rectores delegados, a la supresión de los Estatutos Universitarios y la prohibición de las organizaciones de académicos, estudiantes y trabajadores, así como a su censura al pensamiento y la inteligencia crítica. Ante todo ello Jorge Millas supo estar siempre al frente, defendiendo la autonomía universitaria y el carácter eminentemente académico de la Universidad.
A su sepelio, en el Cementerio Católico, concurrieron personalidades universitarias, artísticas, gremiales y escritores, entre los cuales estaban, Edgardo Boeninger, Nicanor Parra, Gabriel Valdés, Roque Esteban Scarpa, Luis Sánchez Latorre, Herman Niemayer, y muchos más. 
Entre quienes tomaron la palabra para despedir al pensador se recuerdan aún las emitidas por Patricio Hurtado: 
"... sí, señores, los hombres de buena voluntad nos están abandonando y nos dejan inermes, a merced de los hombres de mala voluntad", y las del abogado Raúl Rettig, quien con el advenimiento de la democracia jugaría un rol fundamental en los temas de derechos humanos, “… Jorge Millas debe ser despedido con una promesa de la cual han de responder los pensadores de todos los credos: la de proseguir la defensa de los grandes valores para los que el que acaba de irse llegó hasta los aledaños del sacrificio”.

## Honorespost mortem
En su honor fue creado el Premio Jorge Millas, que es entregado por la Universidad Austral de Chile, en forma bianual.

## Obras

### Textos
- 1937. Homenaje Poético al Pueblo Español. Santiago de Chile, Ediciones Revista Nueva.
- 1939. Los Trabajos y los Días. Santiago de Chile, Ediciones Revista Nueva.
- 1943. Idea de la Individualidad. Santiago de Chile. Prensas de la Universidad de Chile.
- 1949. Goethe y el Espíritu del Fausto. Universidad de Puerto Rico, San Juan, Editorial Universitaria.
- 1951. Curso Básico de Humanidades. Antología de lecturas (2 Vol.). Universidad de Puerto Rico, Puerto Rico. Editorial Universitaria.
- 1956. Filosofía del Derecho. Santiago de Chile. Editorial Universitaria.
- 1960. Ensayos sobre la Historia Espiritual de Occidente. Santiago de Chile. Editorial Universitaria.
- 1962. El Desafío Espiritual de la Sociedad de Masas. Santiago de Chile. Ediciones de la Universidad de Chile.
- 1964. Estado, derecho y Sociedad de Masas. Santiago de Chile. Imprenta la Libertad.
- 1966. Introducción a la Filosofía. Texto Guía. Santiago de Chile. Editorial Universitaria.
- 1970. Idea de la Filosofía. El Conocimiento. (2 Vol.). Santiago de Chile. Editorial Universitaria.
- 1974. De la Tarea Intelectual. Santiago de Chile. Editorial Universitaria.
- 1977. The Intelectual and moral challenge of mass society. Illinois State University. Applied Literature Press, David J. Parent (Ed.). (Versión inglesa del texto El Desafío Espiritual de la Sociedad de Masas, el cual incluye un capítulo adicional no contenido en la versión original).
- 1978. La Violencia y sus Máscaras: dos ensayos de filosofía. Santiago de Chile. Ediciones Aconcagua. (En coautoría con Edison Otero) (Reimpresión del ensayo aparecido en la revista Dilemas N°11, 1976, bajo el título “Las Máscaras Filosóficas de la Violencia”).
- 1981. Idea y Defensa de la Universidad. Santiago de Chile. Editorial del Pacífico.
- 1985. Escenas Inéditas de Alicia en el País de las Maravillas (divertimientos lógico-lingüísticos). Santiago de Chile. Editorial Pehuén.

### Artículos, conferencias, discursos, colaboraciones
- 1930 a. El Deber, en Revista Deuma. Año II, N° 4. Santiago de Chile, 20 de mayo, INBA.
- 1930 b. Evolución de la Música a través de los tiempos. Su Origen, en Revista Deuma Año II, N° 5. Santiago de Chile, agosto, INBA.
- 1935 a. Soledad Humana y Expresión Estética, en Revista Nueva N° 1, Santiago de Chile.
- 1935 b. Signo del Canto (poesía), en Revista Nueva N.º 1 (Cuaderno Trimestral de poemas y ensayos, trazado por Jorge Millas, Carlos Pedraza y Nicanor Parra). Invierno de 1935, Santiago de Chile. Impreso en los Talleres Gráficos San Vicente.
- 1935 c. Danza trazada en la noche (poesía), en la Revista Nueva N.º 1 (Cuaderno Trimestral de poemas y ensayos, trazado por Jorge Millas, Carlos Pedraza y Nicanor Parra). Invierno de 1935, Santiago de Chile. Impreso en los Talleres Gráficos San Vicente.
- 1935 d. Salvador de Madariaga, poeta fallido, Antología Novísima, Sobre una ‘Contribución a la bibliografía de la filología hispana’, de Carlos Oportus. Recensiones y comentarios aparecidos en la sección Archivo de la Revista Nueva N.º 1 (Cuaderno Trimestral de poemas y ensayos, trazado por Jorge Millas, Carlos Pedraza y Nicanor Parra). Invierno de 1935, Santiago de Chile. Impreso en los Talleres Gráficos San Vicente.
- 1936 a. La Individualidad y el Sentido de la Vida, en Revista Nueva N.º 2, Santiago de Chile.
- 1936 b. Anticipación de la muerte (poesía), en Revista Nueva N.º 2 (Cuaderno de literatura universitaria dirigido por Jorge Millas, Carlos Pedraza y Nicanor Parra). Primavera de 1936, Santiago de Chile. Impreso en los Talleres Gráficos San Vicente. Santiago.
- 1936 c. Antología de poetas universitarios, Desvío de la estrella, poemas de Álvaro Figueredo”, Congreso de Escritores en Buenos Aires. Recensiones y comentarios aparecidos en la sección Archivo de la Revista Nueva N.º 2 (Cuaderno de literatura universitaria dirigido por Jorge Millas, Carlos Pedraza y Nicanor Parra). Primavera de 1936. Impreso en los Talleres Gráficos San Vicente. Santiago.
- 1937 a. Salón Oficial 1937. Pintura, notas y reflexiones. Manuscrito sin editar.
- 1937 b. Carta a José Ortega y Gasset. Revista Atenea, año XIV, tomo XXXVIII, N.º 147, Concepción, Chile, septiembre de 1937.
- 1939 a. La Canción de Harlem (poesía). Publicado en el Diario La Nación. Santiago de Chile, 11 de junio de 1939.
- 1939 b. Teoría del Pacifismo. Revista Universitaria (Fech), N.º 1 y N.º 2, 1939.
- 1948. Orígenes del Pensamiento Filosófico: Solón de Atenas. Revista Asomante, Puerto Rico Vol. IV, N.º 1, 1948.
- 1949 a. El Problema del Método en la Investigación Filosófica. Revista de Filosofía N.º 1, Santiago de Chile, 1949. Publicado también en Philosophy and Phenomenological Research, IX (3), 1949.
- 1949 b. Goethe en Bergson. Revista Asomante, Puerto Rico, N.º 4, 1949. Publicado también en: ‘Goethe, herencia y resplandor de un genio’ (varios autores). Editorial Universitaria, Santiago de Chile, 1984.
- 1952 a. Dante y el espíritu de su tiempo. Revista INBA N.º 1. Publicación oficial del Internado Nacional Barros Arana. Santiago, diciembre de 1952.
- 1952 b. Para una Teoría de nuestro tiempo. Revista de Filosofía N.º 2. Santiago de Chile, 1952. Reimpreso en el Vol. XXI-XXII, Santiago de Chile, 1983.
- 1953. Discusiones y Comentarios en Torno al tema de la Filosofía en América. En Conversaciones Filosóficas Interamericanas. Homenaje al centenario del apóstol José Martí. Sociedad Cubana de Filosofía, La Habana, Cuba, 1953.
- 1954. Las dos clases de proposiciones en la Ciencia del Derecho. Anales de la Facultad de Ciencias Jurídicas y Sociales Vol. I, N.º 1-3, Universidad de Chile, 1952-1954.
- 1955 a. Sobre la visión Historicista de la Historia de la Filosofía. Revista de Filosofía. Vol. III, N.º 1. Santiago de Chile, 1955.
- 1955 b. Las Primeras Formas del Filosofar en la Poesía de Hesíodo de Boecia. Anales de la Universidad de Chile. Año CXIII, N.º 100, 1955.
- 1956 a. El Renacimiento y la reforma de la inteligencia. Revista INBA N.º 12. Publicación oficial del Internado Nacional Barros Arana. Santiago, diciembre de 1956.
- 1956 b. Kierkegaard o el vértigo prefilosófico. Revista de Filosofía. Vol. III, N.º 2, Santiago de Chile, 1956.
- 1956 c. Ortega y la Responsabilidad de la Inteligencia. Santiago de Chile. Ediciones de los Anales de la Universidad de Chile.
- 1956 d. Sobre los fundamentos reales del orden lógico-formal del Derecho. Revista de Filosofía. Vol. III, N.º 3, Santiago de Chile, diciembre de 1956. Publicado también en los Anales de la Facultad de Ciencias Jurídicas y Sociales. Universidad de Chile, Santiago, 1956.
- 1956 e. Una oposición fundamental del pensamiento moderno: causalidad y evolución, de Pedro León Loyola (reseña bibliográfica). Revista de Filosofía N.º 3, Santiago de Chile, 1956.
- 1956 f. El problema de la forma de la proposición jurídica. Anais do Congresso Internacional de Filosofía de Sao Paulo, 1956.
- 1957. El Pensamiento racional como sustituto de la experiencia. Revista de Filosofía. Universidad de Chile vol. IV, 1957.
- 1959. Ortega y el tema de las masas: interpretación y variaciones. Revista de Ciencias Sociales. Universidad de Puerto Rico, año V, N.º 1. 1959.
- 1961. Mensaje a Jóvenes Egresados. Boletín de la Universidad de Chile N.º 27, diciembre de 1961 (Posteriormente incluido en el texto Idea y Defensa de la Universidad. Editorial del Pacífico, Santiago de Chile, 1981).
- 1962 a. La Universidad y su Reforma. Conferencia pronunciada en la Universidad de Panamá, en la inauguración de un ciclo sobre Reforma Universitaria el 14 de marzo de 1962 (Trascripción del registro magnetofónico). (Posteriormente incluido en el texto Idea y Defensa de la Universidad. Editorial del Pacífico, Santiago de Chile, 1981).
- 1962 b. El Conocimiento y la pasión del ser. Conferencia del 22 de octubre de 1962, en el Simposio anual de la Sociedad Chilena de Filosofía.
- 1962 c. Platón: la misión política del intelecto. Discurso de incorporación a la Academia Chilena de la Lengua, leído en el Salón de Honor de la universidad de Chile, el 5 de noviembre de 1962. Boletín de la Academia Chilena, Santiago de Chile, N.º 16, 1963. Incluido, posteriormente, en el texto De la Tarea Intelectual. pp. 27 a 60.
- 1964 a. Problemas iniciales de una teoría del Juicio de Valor. Revista de Filosofía, N.º 1 y N.º 2, Vol. XI. Universidad de Chile, 1964.
- 1964 b. Discurso sobre la Facultad de Filosofía y Educación. Editorial Universitaria, Santiago, 1965. Separata de la obra "Instituto Pedagógico" en el 75o. aniversario de su fundación, 1889-1964.
- 1967 a. Aristóteles: la justicia como acción igualadora. Editorial Jurídica de Chile, Santiago, 1967. Separata de los Anales de la Facultad de Ciencias Jurídicas y Sociales, cuarta época. Vol. 5, N.º 5, año 1966. Editado, también, por la Editorial Jurídica de Chile en 1967.
- 1967 b. Universidad y Autoridad. El Mercurio de Santiago, 3 de octubre de 1967. (Posteriormente incluido en el texto Idea y Defensa de la Universidad, bajo el título de Democracia y Autoridad Universitarias. Editorial del Pacífico, Santiago de Chile, 1981).
- 1967 c. Democracia y Universidad. El Mercurio de Santiago, 4 de octubre de 1967. (Posteriormente incluido en el texto Idea y Defensa de la Universidad, bajo el título de Democracia y Autoridad Universitarias. Editorial del Pacífico, Santiago de Chile, 1981).
- 1968 a. El referéndum de la Universidad de Chile. El Mercurio de Santiago, 25 de noviembre de 1968, (Posteriormente incluido en el texto Idea y Defensa de la Universidad).
- 1968 b. Sobre la Autonomía Universitaria. Foro de prensa abierto por el digno “El Sur”, de Concepción, 8 de diciembre de 1968. (Documento incluido en el texto Idea y Defensa de la Universidad).
- 1969. Universidad y sociedad. Revista de Educación N.º 15-16, mayo de 1969. (Documento incluido, posteriormente, en el texto Idea y Defensa de la Universidad).
- 1970. Informe sobre el nuevo programa de Filosofía para la Enseñanza Media. Facultad de Filosofía y Letras, Departamento de Filosofía, Universidad Austral, Valdivia 1970.
- 1972. Democracia y Educación. Boletín de Educación, N.º 11, enero-junio. 1972. Publicación Semestral de la Oficina Regional de Educación de la Unesco.
- 1973. Luis Oyarzún o La Pasión de Ver. El Mercurio 7 de enero de 1973. Discurso pronunciado en el teatro de la Universidad Austral con motivo del homenaje en memoria de Luis Oyarzún. Incluido como prólogo a la obra de Luis Oyarzún 'Defensa de la Tierra'. Editorial Universitaria, Santiago de Chile, 1973.
- 1974 a. Derecho y Sociedad de Masas. Revista Atenea N.º 429-430, Concepción, 1974. Conferencia leída, originalmente, el 23 de junio de 1964, en el Seminario de Derecho Privado, Aula Magna de la Escuela de Derecho de la Universidad de Chile Santiago de Chile, 1964. Facultad de Ciencias Jurídicas y Sociales. Universidad de Chile.
- 1974 b. Sobre la situación histórica de la Universidad Contemporánea. Documentos Universitarios. Universidad Austral, 1974.
- 1974 c. Empresa y Universidad. Prólogo a la obra de William Thayer: Empresa y Universidad. Editorial Andrés Bello, agosto de 1974.
- 1974 d. Juego de Abeja (poesía). Registro sonoro de 1974.
- 1975. Las Máscaras Filosóficas de la Violencia. Revista Dilemas, Santiago de Chile, N.º 11, 1975.
- 1976 a. La Ilusión necesaria en Borges. Revista Ercilla N.º 2151, Santiago de Chile, 20 de octubre de 1976.
- 1976 b. Imperativo de Confianza en la Universidad Chilena. Artículo publicado en el diario El Mercurio de Santiago, en su edición del 3 de enero de 1976. También en: Revista Talón de Aquiles. Año 1, N°2. Santiago de Chile, 1995; y contenido en Idea y Defensa de la Universidad.
- 1976 c. La Universidad y su misión de pensamiento. Abril de 1976. Discurso leído en el homenaje de despedida de los miembros de la Universidad Austral al Rector Delegado, Sr. Gustavo Dupuis. Incluido, posteriormente, en el texto Idea y Defensa de la Universidad.
- 1977 a. Ihering y la idea de la ciencia del Derecho. Revista de Ciencias Sociales, EDEVAL, Facultad de Ciencias Jurídicas, Económicas y Sociales de la Universidad de Chile, N.º 10-11, Valparaíso, 1976-1977.
- 1977 b. La ciencia en una cultura del hastío. Estudios Sociales N.º 13, Santiago, 1977. Publicado también en Revista Atenea N.º 436 de 1977, y en 'El rol de la ciencia en el Desarrollo', Corporación de Promoción Universitaria, Santiago de Chile, 1978.
- 1977 c. Las Ciencias Sociales y un punto de vista de la Filosofía. Revista Dilemas N.º 13, Santiago 1977. Publicado también en Noticias de la Universidad Austral de Chile, Boletín N.º 23, Valdivia, 1977.
- 1978 a. Problemas Fundamentales de la Universidad Contemporánea. Corporación de Promoción Universitaria, 1978. Conferencia dictada originalmente en 1974 en la Universidad Austral de Chile, y ampliamente reelaborada para un foro de CPU. Santiago de Chile. Contenida, también, en el texto Idea y Defensa de la Universidad.
- 1978 b. Derecho y Conducta, en G. Figueroa (Ed.). Derecho y Sociedad, Corporación de Promoción Universitaria, Santiago de Chile, 1978.
- 1979 a. Misión de la universidad frente a las ciencias y las artes. Conferencia leída en la sesión inaugural del Tercer Encuentro Nacional de Vicerrectores y Directores de Investigación de las Universidades Chilenas, 23 de marzo de 1979. Noticias de la Universidad Austral de Chile. N.º 37. Junio de 1979. Contenida también en el texto Idea y Defensa de la Universidad.
- 1979 b. Los fines de la Educación y su problema en América Latina. Seminario Regional Sobre Finalidades y Teorías de la Educación. Santiago de Chile, Oficina Regional de Educación de la UNESCO para América Latina y el Caribe, 1979.
- 1980 a. Las Ideologías: Teorías y Problemas. Conferencia dictada en el Instituto de Lenguas de la Universidad de Concepción. 10 de enero de 1980.
- 1980 b. Ética, Ciencia y Profesión. Conferencia dictada en Valdivia en julio de 1980.
- 1980 c. Plebiscito. Una forma de opresión. Discurso leído en el Teatro Caupolicán, antes del plebiscito de 1980. Revista Hoy, 27 de septiembre de 1980.
- 1980 d. Con reflexión y sin ira. Escrito relativo al plebiscito de 1980. Documento mimeografiado, sin fecha.
- 1981 a. Carta de Jorge Millas. Gaceta Universitaria. Revista de la Asociación Universitaria y Cultural Andrés Bello, N.º 1, Santiago de Chile, abril de 1981.
- 1981 b. Situación presente y desafío futuro de las universidades chilenas. Conferencia dictada en el tercer Encuentro de Educación. Academia de Humanismo Cristiano. Julio de 1981.
- 1981 c. Sociedad de Hombres Libres y Sociedad de Libres Competidores. Conferencia en el Instituto de Autogestión, Santiago, noviembre de 1981.
- 1982 a. Los Determinantes epistemológicos de la teoría pura del Derecho. En Apreciación Crítica de la Teoría Pura del Derecho (varios autores). EDEVAL, Valparaíso, 1982.
- 1982 b. Naturaleza y Deterioro del Amor. En 'La eficacia del amor'. Décima Semana Social de la Conferencia Episcopal de Chile, Instituto de Estudios Humanísticos, Santiago 1982.
- 1982 c. Prevalece sobre la Historia. Discurso en Homenaje a don Eduardo Frei Montalva. Revista Hoy N.º 261, semana del 21 al 27 de julio de 1982.
- 1982 d. Fundamentos de los Derechos Humanos. Revista Análisis. Santiago de Chile, noviembre de 1982.
- 1983. La concepción de libertad-poder de Friedrich von Hayek. Documento presentado al Seminario "El neoliberalismo y la experiencia chilena", auspiciado por el Consejo Latinoamericano de Ciencias Sociales, realizado en Santiago de Chile, entre el 28 y el 30 de marzo de 1983. Publicado en: Revista Iberoamericana de Filosofía, Política y Humanidades. Año 1, N.º 2 Segundo semestre de 1999.
- 1984. Discurso a los Estudiantes. En 'Estudios de Ética'. Edición de la Sociedad Chilena de Filosofía. Santiago, 1984. (Texto contenido, originalmente, en De la Tarea Intelectual. Editorial Universitaria, Santiago de Chile, 1974).

### Entrevistas
- 1942. Jorge Millas, el joven filósofo chileno. La Nación, 8 de febrero de 1942.
- 1968. Profesor Jorge Millas replica. El Mercurio, 4 de diciembre de 1968.
- 1970. Simplificando lo insimplificable. Revista Ercilla N.º 1841, Santiago 30 de septiembre de 1970.
- 1975. Jorge Millas. Presencia de un hombre tímido. Revista Ercilla. Santiago 3 de septiembre de 1975.
- 1977 a. Jorge Millas: chileno, filósofo y demócrata. Revista Hoy. Santiago de Chile. Semana del 22 al 27 de junio de 1977.
- 1977 b. Jorge Millas. Nada entre Dios y yo. Diario El Mercurio. Santiago de Chile. 16 de octubre de 1977.
- 1977 c. Entrevista a Jorge Millas. Realizada por alumnos de Ingeniería Comercial en el año 1977. No existe referencia precisa acerca de la misma, se asume que puede remitir a un diálogo aludido con la siguiente indicación: “Habla don Jorge Millas”. Desafío. Escuela de Administración de Empresas, Año 2, N.º 7. Universidad Austral, sin año.
- 1979. Las Universidades son el chivo expiatorio de todos los gobiernos. Diario El Mercurio. Santiago de Chile. 9 de diciembre de 1979.
- 1980 a. Profesor Jorge Millas: es ilógico pensar en una democracia protegida. Diario El Sur. Concepción 11 de enero de 1980.
- 1980 b. Conversaciones con Jorge Millas: la prensa y el derecho a la Libertad. Diario El Sur. Concepción 27 de enero de 1980.
- 1980 c. Rector de la U. Austral pidió la renuncia a Filósofo Jorge Millas. El Mercurio, jueves 27 de marzo de 1980.
- 1980 d. Cartas de Jorge Millas y del rector de “UACH”. El Correo de Valdivia, viernes 28 de marzo de 1980.
- 1980 e. Mi renuncia no fue voluntaria. El Correo de Valdivia. Valdivia, 29 de marzo de 1980.
- 1980 f. Jorge Millas aclara versión oficial. El Mercurio de Santiago, 30 de marzo de 1980.
- 1980 g. Profesor Jorge Millas habla para El Sur. Diario El Sur. Concepción, 30 de marzo de 1980.
- 1980 h. Universidad Austral. Polvorín en las aulas. Revista Ercilla N.º 2331, 2 de abril de 1980.
- 1980 i. Reintegrado a la “UA” el profesor Millas. El Diario Austral. Temuco. Jueves 3 de abril de 1980.
- 1980 j. Me siento liberado de lo que pudo llamarse un mal sueño. El Correo de Valdivia. Jueves 8 de abril de 1980.
- 1980 k. Entrevista al profesor Jorge Millas: ‘Poder espiritual de la nación encarna en las Universidades’. Diario El Mercurio. Santiago, 3 de abril de 1980.
- 1980 l. La medida en mi contra define situación límite. El Correo de Valdivia. Valdivia, 4 de abril de 1980.
- 1980 m. La lucha por la libertad. Revista Hoy N.º 142. Semana del 09 al 15 de abril de 1980.
- 1980 n. El Estado, hoy día, es un desafío a la ciencia, la tecnología y la sabiduría. Revista Apsi, N.º 72. Santiago, mayo de 1980.
- 1980 o. Los diez granados: quiénes son y qué han hecho. Revista del domingo, Diario El Mercurio. Santiago de Chile, 25 de mayo de 1980.
- 1980 p. Granados juzgan a El Mercurio. Opina Primer Granado. Revista del domingo. Diario El Mercurio. Santiago 1 de junio de 1980.
- 1980 q. Acerca de los partidos políticos. Revista Hoy. Santiago de Chile, junio de 1980.
- 1980 r. Análisis de la universidad actual. El Mercurio, 29 de junio de 1980.
- 1980 s. Granados buscan al granado del siglo – Millas: las gracias de don Pedro. Revista del domingo. Diario El Mercurio. Santiago de Chile, 1 de julio de 1980.
- 1980 t. Universidad. Cómo poder rescatarla. Revista Hoy. Semana del 2 al 8 de julio de 1980.
- 1980 u. La Universidad Chilena Actual. Diario El Mercurio de Valparaíso. Valparaíso 9 de julio de 1980.
- 1980 v. Tenemos derecho a conducir nuestras propias universidades. El Mercurio, 24 de julio de 1980.
- 1980 x. Jorge Millas: ‘La Universidad sigue alienada’. Revista Que Pasa. Santiago, 31 de julio de 1980.
- 1980 y. Jorge Millas, filósofo y académico: ‘Soy una persona que no ofrece otro peligro que el de sus propias convicciones’. Revista Cosas N.º 100. Santiago, 31 de julio de 1980.
- 1980 z. Plebiscito ¿Qué orden y por qué caos?. Revista Hoy. Santiago de Chile, agosto de 1980.
- 1980 aa. La falsa opción entre el orden y el caos. Diario Austral de Temuco. Temuco, 10 de septiembre de 1980.
- 1980 ab. Jorge Millas. Revista Nueva Era N.º 4. Federación de Estudiantes de la Univ. Técnica Santa María. Valparaíso, noviembre de 1980.
- 1981 a. Entrevista a Jorge Millas: ‘Quieren sacar las carreras humanistas de las universidades’. Diario La Segunda. Santiago, 13 de enero de 1981.
- 1981 b. Regular Ley Universitaria. Diario Las Últimas Noticias. Santiago 17 de enero de 1981.
- 1981 c. El gobierno se contradice en las Universidades. Revista Hoy. Semana del 21 al 27 de enero de 1981.
- 1981 d. Asociación "Andrés Bello" se pronuncia respecto a ley de Universidades. Revista Hoy, 28 de enero al 3 de febrero de 1981.
- 1981 e. Jorge Millas. Renunció a la U. Austral. El Mercurio, 16 de junio de 1981.
- 1981 f. La renuncia de Jorge Millas. Revista Hoy N.º 204. Semana del 17 al 29 de junio de 1981.
- 1981 g. La grave situación Universitaria. Diario El Sur. Concepción, 17 de junio de 1981.
- 1981 h. Profesor Jorge Millas responde a Secretario general interino UACH. El Correo de Valdivia. Valdivia, 18 de junio de 1981.
- 1981 i. Afirma filósofo Jorge Millas: “Las Universidades deben ser torres de marfil”. Diario La Tercera, 9 de agosto de 1981.
- 1981 j. Reflexiones del profesor Jorge Millas ante su alejamiento. El correo de Valdivia. Valdivia, 9 de agosto de 1981.
- 1981 k. Palabras de Bello deben ser meditadas. El Mercurio. Santiago, 22 de agosto de 1981.
- 1981 l. Quién y cómo es Jorge Millas. Revista Hoy N.º 219. Santiago, 30 de septiembre de 1981.
- 1981 m. Jorge Millas inició sus clases en Viña del Mar. Diario La Estrella, martes 24 de noviembre de 1981.
- 1987. Conversamos con Jorge Millas Jiménez. Boletín informativo del Centro de Alumnos del INBA. N.º 14, Año V, julio-septiembre de 1987.
- 1982 a. Jorge Millas: La Gota de Agua sobre la Piedra. Revista Hoy N.º 266. Santiago, 25 de agosto de 1982.
- 1982 b. Alicia “para mayores”. Revista Hoy, 06 al 12 de octubre de 1982.
- 1983. Jorge Millas: poeta y filósofo. Revista Huelén N.º 11. Santiago de Chile, noviembre de 1983.

## Biografía y Bibliografía
- Jorge Millas – Estudio Bio-bibliográfico. Revista de Humanidades Mapocho, publicación dependiente de la Dirección Nacional de Archivos y Museos de Chile, N.º 63, pp. 357-384. Año 2008, ediciones de la Dibam.